# Площад на авиацията
Площадът на авиацията, също площад Авиационен, по-известен като (кръстовище) 4-ти километър (по отстоянието му от центъра на града), е кръгов площад в София.
Наименованието „4-ти километър“ се използва за ориентиране и за съседните части на кварталите „Гео Милев“, „Изток“, ж.к. Мусагеница и военния комплекс преди Полигона.

## Пътен възел
Включва пътния възел при пресичането на бул. „Цариградско шосе“ (простиращ се в направление северозапад-югоизток) с булевардите „Асен Йорданов“ (североизточно) и „Г. М. Димитров“ (югозападно).
Формата на възела е комбинация на стандартен тип „диамант“ с кръгово движение на второстепенните направления. Главното направление („Цариградско шосе“) преминава по мост с предварително напрегната стоманобетонна конструкция.

## Обекти в района

### Военен комплекс
Източно от пътния възел на 4-ти километър по протежение на „Цариградско шосе“ се намира комплекс от сгради на Министерството на отбраната. Там се помещават служби на Генералния щаб на Българската армия, главните щабове на Сухопътните войски и Военновъздушните сили, Институтът за перспективни изследвания за отбрана.
Край площада се извисява военен хотел. Съвсем близо са разположени сгради на Военновъздушните сили, откъдето идва името на площада. Край площада, при североизточната спирка в началото на бул. „Асен Йорданов“, е издигнат Паметник на авиацията и военновъздушните сили.
От северозападната страна на бул. „Асен Йорданов“ (срещу военния комплекс) има закрита фабрика край кръстовището и после военни спортни обекти, включително най-новата спортна зала в града „Арена Армеец“.

### УСБАЛНП
Западно от пътния възел се намират комплексът на Университетската специализирана болница за активно лечение по неврология и психиатрия „Свети Наум“ (УСБАЛНП). Той включва 3 психиатрични и 3 неврологични клиники, както и клиника по съдебна психиатрия и психология и консултативно-диагностичен блок.
УСБАЛНП е сред първите и най-голямата психиатрична болница в страната. В разговорния български език изразите „4-ти километър“, „от Раднево“ и „от Карлуково“ намекват за местата, в които има психиатрични клиники или такива за душевноболни. Типична употреба: „Тоя да не е избягал от 4-ти километър?“. Обикновено се споменава това място, което е познато на говорещия, софиянци например ползват „4-ти километър“, в Югоизточна България – „Раднево“.

### БАН и СУ
Северно от възела на 4-ти километър е разположен най-големият комплекс от сгради на Българската академия на науките. Там се намират следните звена на БАН:
- Географски институт
- Геологически институт
- Геофизически институт
- Институт за български език
- Институт за космически изследвания
- Институт за литература
- Институт за фолклор
- Институт по балканистика
- Институт по биофизика
- Институт по ботаника
- Институт по водни проблеми
- Институт по експериментална морфология и антропология
- Институт по експериментална патология и паразитология
- Институт по електрохимия и енергийни системи
- Институт по инженерна химия
- Институт по информационни технологии
- Институт по катализ
- Институт по компютърни и комуникационни системи
- Институт по математика и информатика
- Институт по механика
- Институт по микробиология
- Институт по молекулярна биология
- Институт по невробиология
- Институт по органична химия
- Институт по полимери
- Институт по психология
- Институт по роботизирани системи
- Институт по управление и системни изследвания
- Институт по физикохимия
- Институт по физиология на растенията
- Институт по химически науки
- Научноинформационен център Българска енциклопедия
- Национален център по нанотехнологии
- Национална лаборатория по компютърна вирусология
- Централна лаборатория по биомедицинско инженерство
- Централна лаборатория по мехатроника и приборостроене
- Централна лаборатория по оптичен запис и обработка на информация
- Централна лаборатория по сеизмична механика и сеизмично инженерство
- Централна лаборатория по фотопроцеси
- Център за изследване на населението
- Център по архитектурознание

В същия комплекс се намират сградите на Философския и Стопанския факултет на Софийския университет „Свети Климент Охридски“.

## Градски транспорт
При Площада на авиацията са изградени 2 спирки (североизточна и югозападна) на масовия градски транспорт, където спират автобуси и тролейбуси, чиито маршрути водят към центъра на града и близките квартали:
- автобусни линии: 1, 3, 5, 6, 84, 184, 280, 305;
- тролейбусни линии: 4, 5, 8 и 11.